# Jana Panowa
Jana Panowa (ur. 28 listopada 1980) – kirgiska zapaśniczka w stylu wolnym. Ośmiokrotna uczestniczka mistrzostw świata, szósta w 1999. Srebro na igrzyskach azjatyckich w 2002 i 2006; siódma w 2010.
Zdobyła dziewięć medali mistrzostw Azji, cztery srebrne i pięć brązowych.